# Lap
Lap je priimek več znanih Slovencev:

## Znani nosilci priimka
- Anton Lap (1894—1971), ljubljanski mestni vrtnar
- Janja Lap (1929—2004), arhitektka, oblikovalka stekla
- Jožef Lap (1819—1855), misijonar v Sudanu, generalni vikar Ignacija Knobleharja
- Jožef Lap (*1943), novomeški prošt, ljubljanski stolni prošt
- Marija Ana Lap Drozg (*1938), pedagoginja
- Miroslav (Mirko) Lap (*1950), hokejist
- Sašo Lap (1953—2025), strojnik, politik